# Galeotto Marzio
Galeotto Marzio (Narni 1424 - overleden tussen 1494 en 1497) is een 15e-eeuwse Umbriaanse arts, historicus, astronoom en humanist.

## Leven
Marzio studeerde geneeskunde in Ferrara en Padua. Tijdens zijn studietijd werden hij en de Hongaars-Kroatische Janus Pannonius vrienden. Op diens uitnodiging kwam hij in 1461 naar Hongarije en keek hij op naar de oom van Janus, de toenmalige bisschop van Várad Johannes Vitéz. Marzio werd  benoemd tot de kroniekschrijver en bibliothecaris van de renaissancekoning Matthias Corvinus. In 1465 werd hij benoemd tot docent aan de universiteiten van Padua en Bologna. Echter keerde hij datzelfde jaar nog terug naar Hongarije, om daar docent te worden van de in dat jaar opgerichte Universitas Istropolitana in Pozsony, in het westen van dat toenmalige koninkrijk. Deze nieuwe universiteit waar hij met de eerder genoemde Johannes Vitéz, die in datzelfde jaar was benoemd tot Primaat van Hongarije en diens neef Janus, een van de grondleggers van deze door Paus Paulus II, namens de eerdere genoemde koning gestichte universiteit was. De Universiteit in Pozsony was de derde binnen Hongarije en de vierde, als we het daarmee in personele unie verbonden Kroatië meenemen. In Pozsony schreef hij het geneeskundig werk genaamd: De homine. Later schreef hij meerdere boeken. In 1472 verliet hij vlak voor een mislukte revolutie tegen de koning, de Hongaarse landen. De bibliotheek waar hij eerder als bibliothecaris voor benoemd werd, is de beroemde Bibliotheca Corviniana die bestond uit 2500 werken.
In zijn latere leven werd hij in Venetië opgepakt door de inquisitie, voor één van zijn werken: De incognitis vulgo. Hij kwam in 1478 vrij wegens bemiddeling door Koning Matthias van Hongarije en Lorenzo I de' Medici, de toenmalige heer van de Florentijnse republiek. 
De astrologische werken van Marzio worden gezien als de voorlopers van het heliocentrisch model van de bekende Duits-Poolse astronoom Nicolaas Copernicus. Onder de studenten van Marzio aan de universiteit van Bologna was de latere bisschop en schrijver Nicolaas Báthory.